# Koningsoord
Koningsoord est un hameau faisant partie de la commune de Het Hogeland dans la province néerlandaise de Groningue.
Il est situé sur une vieille digue, au nord de Roodeschool, son nom fait sans doute référence au roi Guillaume III.